# Coppa del Mondo di sci alpino 1980
La Coppa del Mondo di sci alpino 1980 fu la quattordicesima edizione della manifestazione organizzata dalla Federazione Internazionale Sci; ebbe inizio il 5 dicembre 1979 a Val-d'Isère, in Francia, e si concluse il 15 marzo 1980 a Saalbach, in Austria. Nel corso della stagione si tennero a Lake Placid i XIII Giochi olimpici invernali e i Campionati mondiali di sci alpino 1980, non validi ai fini della Coppa del Mondo, il cui calendario contemplò dunque un'interruzione durante il mese di febbraio.
In campo maschile furono disputate 27 gare (7 discese libere, 8 slalom giganti, 8 slalom speciali, 4 combinate), in 15 diverse località. Il liechtensteinese Andreas Wenzel si aggiudicò la Coppa del Mondo generale; lo svizzero Peter Müller vinse la Coppa di discesa libera, lo svedese Ingemar Stenmark quelle di slalom gigante e e di slalom speciale. Lo svizzero Peter Lüscher era il detentore uscente della Coppa generale.
In campo femminile furono disputate 28 gare (7 discese libere, 8 slalom giganti, 9 slalom speciali, 4 combinate), in 15 diverse località. La liechtensteinese Hanni Wenzel si aggiudicò sia la Coppa del Mondo generale, sia quella di slalom gigante; la svizzera Marie-Theres Nadig vinse la Coppa di discesa libera, la francese Perrine Pelen quella di slalom speciale. L'austriaca Annemarie Moser-Pröll era la detentrice uscente della Coppa generale.
Fu la prima volta in cui due fratelli s'imposero nelle classifiche generali di Coppa del Mondo, non solo nello stesso anno ma in assoluto. In questa stagione fu modificato il sistema di calcolo dei punteggi: furono assegnati punti ai primi quindici anziché ai primi venticinque classificati in ogni gara, a scalare (25 al primo, 1 al quindicesimo). Per la classifica generale erano conteggiati i migliori cinque risultati di ogni specialità (i migliori tre per la combinata).

## Uomini

### Risultati
| Data             | Località                         | Nazione                | Pista                  | Spec. | Primo             | Secondo              | Terzo               |
| ---------------- | -------------------------------- | ---------------------- | ---------------------- | ----- | ----------------- | -------------------- | ------------------- |
| 7 dicembre 1979  | Val-d'Isère                      | Francia                |                        | DH    | Peter Wirnsberger | Herbert Plank        | Erik Håker          |
| 8 dicembre 1979  | Val-d'Isère                      | Francia                |                        | GS    | Ingemar Stenmark  | Bojan Križaj         | Hans Enn            |
| 8 dicembre 1979  | Val-d'Isère                      | Francia                |                        | KB    | Phil Mahre        | Steve Mahre          | Michel Vion         |
| 11 dicembre 1979 | Madonna di Campiglio             | Italia                 | 3-Tre                  | SL    | Ingemar Stenmark  | Bojan Križaj         | Paul Frommelt       |
| 12 dicembre 1979 | Madonna di Campiglio             | Italia                 | 3-Tre                  | GS    | Ingemar Stenmark  | Jacques Lüthy        | Bojan Križaj        |
| 16 dicembre 1979 | Val Gardena                      | Italia                 | Saslong                | DH    | Peter Müller      | Erik Håker           | Werner Grissmann    |
| 16 dicembre 1979 | Madonna di Campiglio Val Gardena | Italia                 | 3-Tre Saslong          | KB    | Peter Lüscher     | Andreas Wenzel       | Anton Steiner       |
| 6 gennaio 1980   | Pra Loup                         | Francia                |                        | DH    | Peter Müller      | Herbert Plank        | Erik Håker          |
| 8 gennaio 1980   | Lenggries                        | Germania Ovest         |                        | SL    | Petăr Popangelov  | Aleksandr Žirov      | Ingemar Stenmark    |
| 12 gennaio 1980  | Kitzbühel                        | Austria                | Streif                 | DH    | Ken Read          | Harti Weirather      | Herbert Plank       |
| 12 gennaio 1980  | Lenggries Kitzbühel              | Germania Ovest Austria | ? Streif               | KB    | Andreas Wenzel    | Anton Steiner        | Phil Mahre          |
| 13 gennaio 1980  | Kitzbühel                        | Austria                | Ganslern               | SL    | Andreas Wenzel    | Christian Neureuther | Jacques Lüthy       |
| 18 gennaio 1980  | Wengen                           | Svizzera               | Lauberhorn             | DH    | Ken Read          | Josef Walcher        | Peter Wirnsberger   |
| 19 gennaio 1980  | Wengen                           | Svizzera               | Lauberhorn             | DH    | Peter Müller      | Ken Read             | Steve Podborski     |
| 20 gennaio 1980  | Wengen                           | Svizzera               | Männlichen/Jungfrau    | SL    | Bojan Križaj      | Ingemar Stenmark     | Paul Frommelt       |
| 21 gennaio 1980  | Adelboden                        | Svizzera               | Chuenisbärgli          | GS    | Ingemar Stenmark  | Jacques Lüthy        | Joël Gaspoz         |
| 27 gennaio 1980  | Chamonix                         | Francia                | La Verte des Houches   | SL    | Ingemar Stenmark  | Bojan Križaj         | Christian Orlainsky |
| 26 febbraio 1980 | Waterville Valley                | Stati Uniti            |                        | GS    | Hans Enn          | Andreas Wenzel       | Jarle Halsnes       |
| 27 febbraio 1980 | Waterville Valley                | Stati Uniti            |                        | SL    | Ingemar Stenmark  | Christian Neureuther | Klaus Heidegger     |
| 1º marzo 1980    | Mont-Sainte-Anne                 | Canada                 |                        | GS    | Ingemar Stenmark  | Phil Mahre           | Bohumír Zeman       |
| 4 marzo 1980     | Lake Louise                      | Canada                 |                        | DH    | Herbert Plank     | Harti Weirather      | Werner Grissmann    |
| 4 marzo 1980     | Chamonix Lake Louise             | Francia Canada         | La Verte des Houches ? | KB    | Anton Steiner     | Andreas Wenzel       | Phil Mahre          |
| 8 marzo 1980     | Oberstaufen                      | Germania Ovest         |                        | GS    | Andreas Wenzel    | Jacques Lüthy        | Ingemar Stenmark    |
| 10 marzo 1980    | Cortina d'Ampezzo                | Italia                 |                        | SL    | Ingemar Stenmark  | Aleksandr Žirov      | Christian Orlainsky |
| 11 marzo 1980    | Cortina d'Ampezzo                | Italia                 |                        | GS    | Ingemar Stenmark  | Hans Enn             | Joël Gaspoz         |
| 13 marzo 1980    | Saalbach                         | Austria                |                        | GS    | Ingemar Stenmark  | Joël Gaspoz          | Hans Enn            |
| 15 marzo 1980    | Saalbach                         | Austria                |                        | SL    | Ingemar Stenmark  | Steve Mahre          | Petăr Popangelov    |

Legenda:

DH = discesa libera

GS = slalom gigante

SL = slalom speciale

KB = combinata

### Classifiche

#### Generale

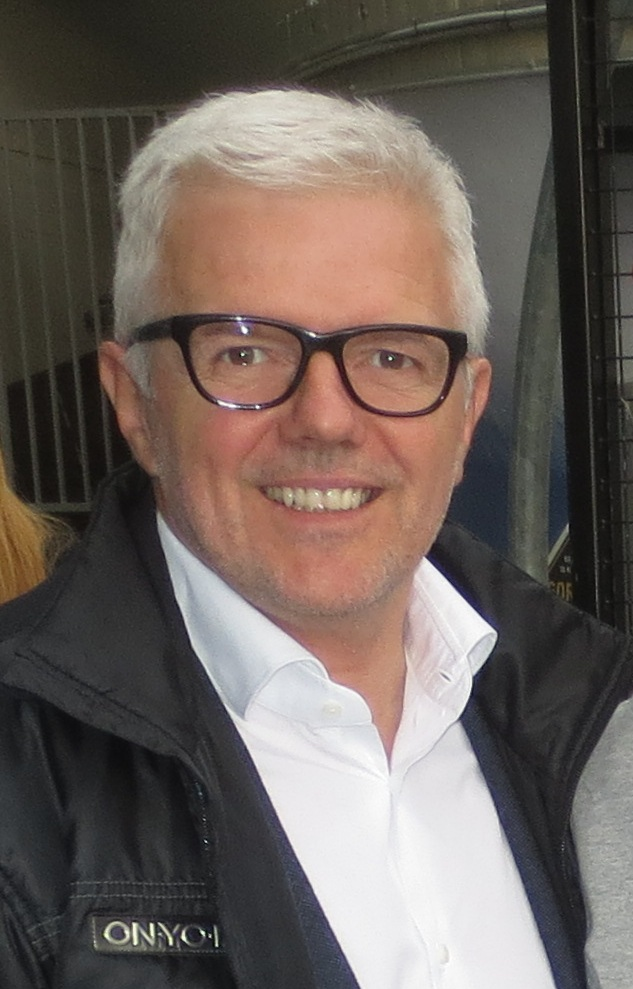
Andreas Wenzel nel 2014

Hanni Wenzel nel 1978

| Pos. | Nome             | Nazione       | Punti |
| ---- | ---------------- | ------------- | ----- |
| 1    | Andreas Wenzel   | Liechtenstein | 204   |
| 2    | Ingemar Stenmark | Svezia        | 200   |
| 3    | Phil Mahre       | Stati Uniti   | 132   |
| 4    | Bojan Križaj     | Jugoslavia    | 131   |
| 5    | Anton Steiner    | Austria       | 130   |
| 6    | Jacques Lüthy    | Svizzera      | 116   |
| 7    | Hans Enn         | Austria       | 100   |
| 8    | Herbert Plank    | Italia        | 91    |
| 9    | Peter Lüscher    | Svizzera      | 87    |
| 9    | Peter Müller     | Svizzera      | 87    |

#### Discesa libera
| Pos. | Nome            | Nazione  | Punti |
| ---- | --------------- | -------- | ----- |
| 1    | Peter Müller    | Svizzera | 96    |
| 2    | Ken Read        | Canada   | 87    |
| 3    | Herbert Plank   | Italia   | 81    |
| 4    | Harti Weirather | Austria  | 75    |
| 5    | Erik Håker      | Norvegia | 64    |

#### Slalom gigante
| Pos. | Nome             | Nazione       | Punti |
| ---- | ---------------- | ------------- | ----- |
| 1    | Ingemar Stenmark | Svezia        | 125   |
| 2    | Hans Enn         | Austria       | 87    |
| 3    | Jacques Lüthy    | Svizzera      | 82    |
| 4    | Andreas Wenzel   | Liechtenstein | 71    |
| 5    | Joël Gaspoz      | Svizzera      | 68    |

#### Slalom speciale
| Pos. | Nome                 | Nazione          | Punti |
| ---- | -------------------- | ---------------- | ----- |
| 1    | Ingemar Stenmark     | Svezia           | 125   |
| 2    | Bojan Križaj         | Jugoslavia       | 88    |
| 3    | Christian Neureuther | Germania Ovest   | 69    |
| 4    | Petăr Popangelov     | Bulgaria         | 64    |
| 5    | Aleksandr Žirov      | Unione Sovietica | 57    |

#### Combinata
Nel 1980 venne anche stilata la classifica della combinata, sebbene non venisse assegnato alcun trofeo al vincitore.
| Pos. | Nome                      | Nazione       | Punti |
| ---- | ------------------------- | ------------- | ----- |
| 1    | Phil Mahre                | Stati Uniti   | 67    |
| 2    | Andreas Wenzel            | Liechtenstein | 65    |
| 3    | Anton Steiner             | Austria       | 60    |
| 4    | Peter Lüscher             | Svizzera      | 37    |
| 5    | Francisco Fernández Ochoa | Spagna        | 27    |

## Donne

### Risultati
| Data             | Località                    | Nazione        | Pista | Spec. | Prima                 | Seconda                     | Terza                 |
| ---------------- | --------------------------- | -------------- | ----- | ----- | --------------------- | --------------------------- | --------------------- |
| 5 dicembre 1979  | Val-d'Isère                 | Francia        |       | DH    | Marie-Theres Nadig    | Cindy Nelson                | Laurie Graham         |
| 6 dicembre 1979  | Val-d'Isère                 | Francia        |       | GS    | Marie-Theres Nadig    | Perrine Pelen               | Erika Hess            |
| 6 dicembre 1979  | Val-d'Isère                 | Francia        |       | KB    | Marie-Theres Nadig    | Hanni Wenzel                | Annemarie Moser-Pröll |
| 8 dicembre 1979  | Limone Piemonte             | Italia         |       | GS    | Hanni Wenzel          | Erika Hess                  | Fabienne Serrat       |
| 14 dicembre 1979 | Piancavallo                 | Italia         |       | DH    | Marie-Theres Nadig    | Annemarie Moser-Pröll       | Jana Šoltýsová        |
| 14 dicembre 1979 | Limone Piemonte Piancavallo | Italia         |       | KB    | Hanni Wenzel          | Annemarie Moser-Pröll       | Fabienne Serrat       |
| 15 dicembre 1979 | Piancavallo                 | Italia         |       | SL    | Annemarie Moser-Pröll | Perrine Pelen               | Claudia Giordani      |
| 19 dicembre 1979 | Zell am See                 | Austria        |       | DH    | Marie-Theres Nadig    | Jana Šoltýsová              | Annemarie Moser-Pröll |
| 6 gennaio 1980   | Pfronten                    | Germania Ovest |       | DH    | Annemarie Moser-Pröll | Marie-Theres Nadig          | Hanni Wenzel          |
| 7 gennaio 1980   | Pfronten                    | Germania Ovest |       | DH    | Marie-Theres Nadig    | Cornelia Pröll              | Doris De Agostini     |
| 9 gennaio 1980   | Berchtesgaden               | Germania Ovest | Loipl | SL    | Perrine Pelen         | Claudia Giordani            | Daniela Zini          |
| 10 gennaio 1980  | Berchtesgaden               | Germania Ovest | Loipl | GS    | Hanni Wenzel          | Perrine Pelen               | Claudia Giordani      |
| 15 gennaio 1980  | Arosa                       | Svizzera       |       | DH    | Marie-Theres Nadig    | Annemarie Moser-Pröll       | Hanni Wenzel          |
| 16 gennaio 1980  | Arosa                       | Svizzera       |       | GS    | Hanni Wenzel          | Marie-Theres Nadig          | Perrine Pelen         |
| 16 gennaio 1980  | Arosa                       | Svizzera       |       | KB    | Annemarie Moser-Pröll | Hanni Wenzel                | Ingrid Eberle         |
| 20 gennaio 1980  | Bad Gastein                 | Austria        |       | DH    | Marie-Theres Nadig    | Annemarie Moser-Pröll       | Hanni Wenzel          |
| 21 gennaio 1980  | Bad Gastein                 | Austria        |       | SL    | Hanni Wenzel          | Perrine Pelen               | Erika Hess            |
| 21 gennaio 1980  | Bad Gastein                 | Austria        |       | KB    | Hanni Wenzel          | Annemarie Moser-Pröll       | Cindy Nelson          |
| 23 gennaio 1980  | Maribor                     | Jugoslavia     |       | SL    | Hanni Wenzel          | Perrine Pelen               | Annemarie Moser-Pröll |
| 25 gennaio 1980  | Saint-Gervais-les-Bains     | Francia        |       | SL    | Perrine Pelen         | Annemarie Moser-Pröll       | Daniela Zini          |
| 26 gennaio 1980  | Saint-Gervais-les-Bains     | Francia        |       | GS    | Hanni Wenzel          | Perrine Pelen               | Marie-Theres Nadig    |
| 28 febbraio 1980 | Waterville Valley           | Stati Uniti    |       | GS    | Hanni Wenzel          | Maria Epple                 | Irene Epple           |
| 29 febbraio 1980 | Waterville Valley           | Stati Uniti    |       | SL    | Perrine Pelen         | Nadežda Patrakeeva-Andreeva | Hanni Wenzel          |
| 2 marzo 1980     | Mont-Sainte-Anne            | Canada         |       | GS    | Marie-Theres Nadig    | Irene Epple                 | Hanni Wenzel          |
| 8 marzo 1980     | Vysoké Tatry                | Cecoslovacchia |       | SL    | Perrine Pelen         | Fabienne Serrat             | Tamara McKinney       |
| 9 marzo 1980     | Vysoké Tatry                | Cecoslovacchia |       | SL    | Daniela Zini          | Hanni Wenzel                | Erika Hess            |
| 11 marzo 1980    | Saalbach                    | Austria        |       | SL    | Claudia Giordani      | Christa Kinshofer           | Hanni Wenzel          |
| 12 marzo 1980    | Saalbach                    | Austria        |       | GS    | Irene Epple           | Perrine Pelen               | Fabienne Serrat       |

Legenda:

DH = discesa libera

GS = slalom gigante

SL = slalom speciale

KB = combinata

### Classifiche

#### Generale
| Pos. | Nome                  | Nazione        | Punti |
| ---- | --------------------- | -------------- | ----- |
| 1    | Hanni Wenzel          | Liechtenstein  | 311   |
| 2    | Annemarie Moser-Pröll | Austria        | 259   |
| 3    | Marie-Theres Nadig    | Svizzera       | 221   |
| 4    | Perrine Pelen         | Francia        | 192   |
| 5    | Irene Epple           | Germania Ovest | 141   |
| 6    | Fabienne Serrat       | Francia        | 122   |
| 7    | Erika Hess            | Svizzera       | 111   |
| 8    | Claudia Giordani      | Italia         | 107   |
| 9    | Daniela Zini          | Italia         | 99    |
| 10   | Cindy Nelson          | Stati Uniti    | 94    |

#### Discesa libera
| Pos. | Nome                  | Nazione        | Punti |
| ---- | --------------------- | -------------- | ----- |
| 1    | Marie-Theres Nadig    | Svizzera       | 125   |
| 2    | Annemarie Moser-Pröll | Austria        | 100   |
| 3    | Hanni Wenzel          | Liechtenstein  | 66    |
| 4    | Cindy Nelson          | Stati Uniti    | 59    |
| 5    | Jana Šoltýsová        | Cecoslovacchia | 58    |

#### Slalom gigante
| Pos. | Nome               | Nazione        | Punti |
| ---- | ------------------ | -------------- | ----- |
| 1    | Hanni Wenzel       | Liechtenstein  | 125   |
| 2    | Marie-Theres Nadig | Svizzera       | 95    |
| 2    | Perrine Pelen      | Francia        | 95    |
| 4    | Irene Epple        | Germania Ovest | 83    |
| 5    | Erika Hess         | Svizzera       | 71    |

#### Slalom speciale
| Pos. | Nome                  | Nazione       | Punti |
| ---- | --------------------- | ------------- | ----- |
| 1    | Perrine Pelen         | Francia       | 120   |
| 2    | Hanni Wenzel          | Liechtenstein | 100   |
| 3    | Annemarie Moser-Pröll | Austria       | 83    |
| 4    | Daniela Zini          | Italia        | 78    |
| 5    | Claudia Giordani      | Italia        | 75    |

#### Combinata
Nel 1980 venne anche stilata la classifica della combinata, sebbene non venisse assegnato alcun trofeo al vincitore.
| Pos. | Nome                  | Nazione       | Punti |
| ---- | --------------------- | ------------- | ----- |
| 1    | Hanni Wenzel          | Liechtenstein | 90    |
| 2    | Annemarie Moser-Pröll | Austria       | 80    |
| 3    | Cindy Nelson          | Stati Uniti   | 37    |
| 4    | Heidi Preuss          | Stati Uniti   | 29    |
| 5    | Torill Fjeldstad      | Norvegia      | 26    |